# 魑魅魍魎

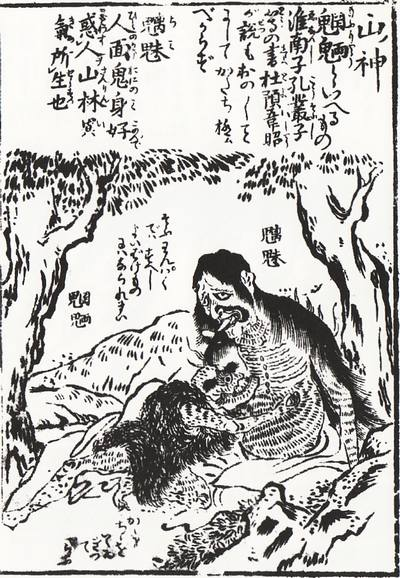
『百鬼夜講化物語』。向かって右が魑魅、左が魍魎。

魑魅魍魎（ちみもうりょう）とは、山の怪物や川の怪物。様々な化け物妖怪変化。魑魅は山の怪、魍魎は川の怪であり、一般には山河すべての怪として魎魅魍魑の名で用いられることが多い。

## 解説

### 魑魅
魑魅とは、山林の異気（瘴気）から生ずるという怪物のことと言われている。顔は人間、体は獣の姿をしていて、人を迷わせる。平安時代中期の辞書『和名類聚抄』ではスダマという和名の鬼の一種とされ、江戸時代の百科事典『和漢三才図会』では山の神とされる。

### 魍魎
魍魎は川や木石の精霊とされる。山・水・木・石などあらゆる自然物の精気から生じ、人を化かす。また、死者を食べるとも言われ、姿かたちは幼児に似ていて、2本足で立ち、赤黒色の皮膚をして、目は赤く、耳は長く、美しい髪と人に似た声をしている。これらの外見は鬼を思わせる。『和漢三才図会』では水神、古代中国の書『春秋左氏伝』では水沢の神とされる。虎を恐れるとされ、虎の像と柏を置いておくと避けられる。

## 語源
語源に関しては諸説あるが、古代中国の妖怪か精の一種とされる。『史記』（五帝本紀）によると、魑は虎の形をした山神、魅は猪頭人形の沢神とされ、ここから色々な獣の属性を併せ持った怪物のイメージが膨らんだ、と推測される。

## 通例
「魑魅魍魎が跋扈する政治の世界」などと、政治的パワーゲームが蠢く様を指したり、「中東の輻輳した魑魅魍魎の世界」など、イスラム原理主義やオイルマネーが渦巻く有象無象の状態を指したりする。